# Dzbel
Obec Dzbel se nachází v okrese Prostějov v Olomouckém kraji. Žije zde 241 obyvatel.

## Přírodní poměry
Severní část obce se nachází v přírodním parku Kladecko. V něm leží i přírodní památka Na Kozénku. Najdeme zde prameny dvou významných říček. Na východ, směrem k nedaleké Konici odtéká řeka Romže, pramenící v Zábřežské vrchovině. Nedaleko centra Dzbelu, na západ pak míří říčka Nectava, jenž pramení ve vrchovině Drahanské.

## Název
Jako jméno vsi slouží staré obecné stbel, které označovalo studánku opatřenou krytem z vydlabaného kmene. Vesnice tedy byla nazvána podle polohy u takové studánky. Počáteční hlásková skupina stb- byla různě pozměňována, až se ustálila na dnešním dzb-.

## Historie
První písemná zmínka o obci pochází z roku 1351.

## Obyvatelstvo

### Struktura
Vývoj počtu obyvatel za celou obec i za jeho jednotlivé části uvádí tabulka níže, ve které se zobrazuje i příslušnost jednotlivých částí k obci či následné odtržení.
| Místní části   | Místní části | 1869 | 1880 | 1890 | 1900 | 1910 | 1921 | 1930 | 1950 | 1961 | 1970 | 1980 | 1991 | 2001 | 2011 |
| -------------- | ------------ | ---- | ---- | ---- | ---- | ---- | ---- | ---- | ---- | ---- | ---- | ---- | ---- | ---- | ---- |
| Počet obyvatel | část Dzbel   | 611  | 642  | 611  | 572  | 575  | 551  | 519  | 368  | 387  | 330  | 320  | 295  | 279  | 252  |
| Počet domů     | část Dzbel   | 95   | 100  | 102  | 102  | 102  | 102  | 106  | 108  | 101  | 91   | 90   | 112  | 111  | 114  |

## Doprava
Obcí probíhá železniční trať z Kostelce na Hané do Chornice a dále do Moravské Třebové.

## Pamětihodnosti
- Kaplička svaté Anny za nádražím
- Kaplička Panny Marie v obci
- Kříž před školou
- Kříž před domem č.73

## Galerie

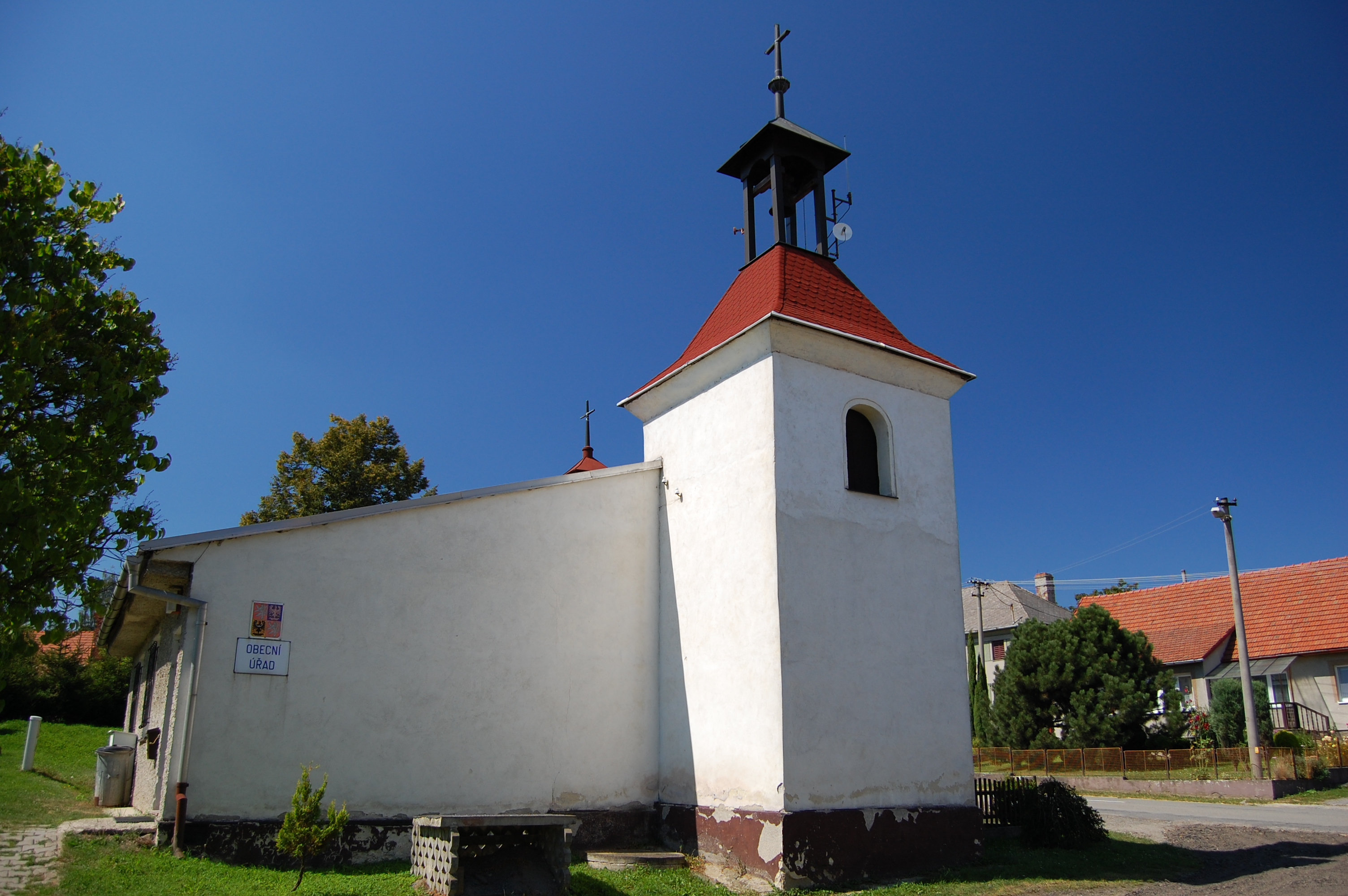
Zvonice a obecní úřad
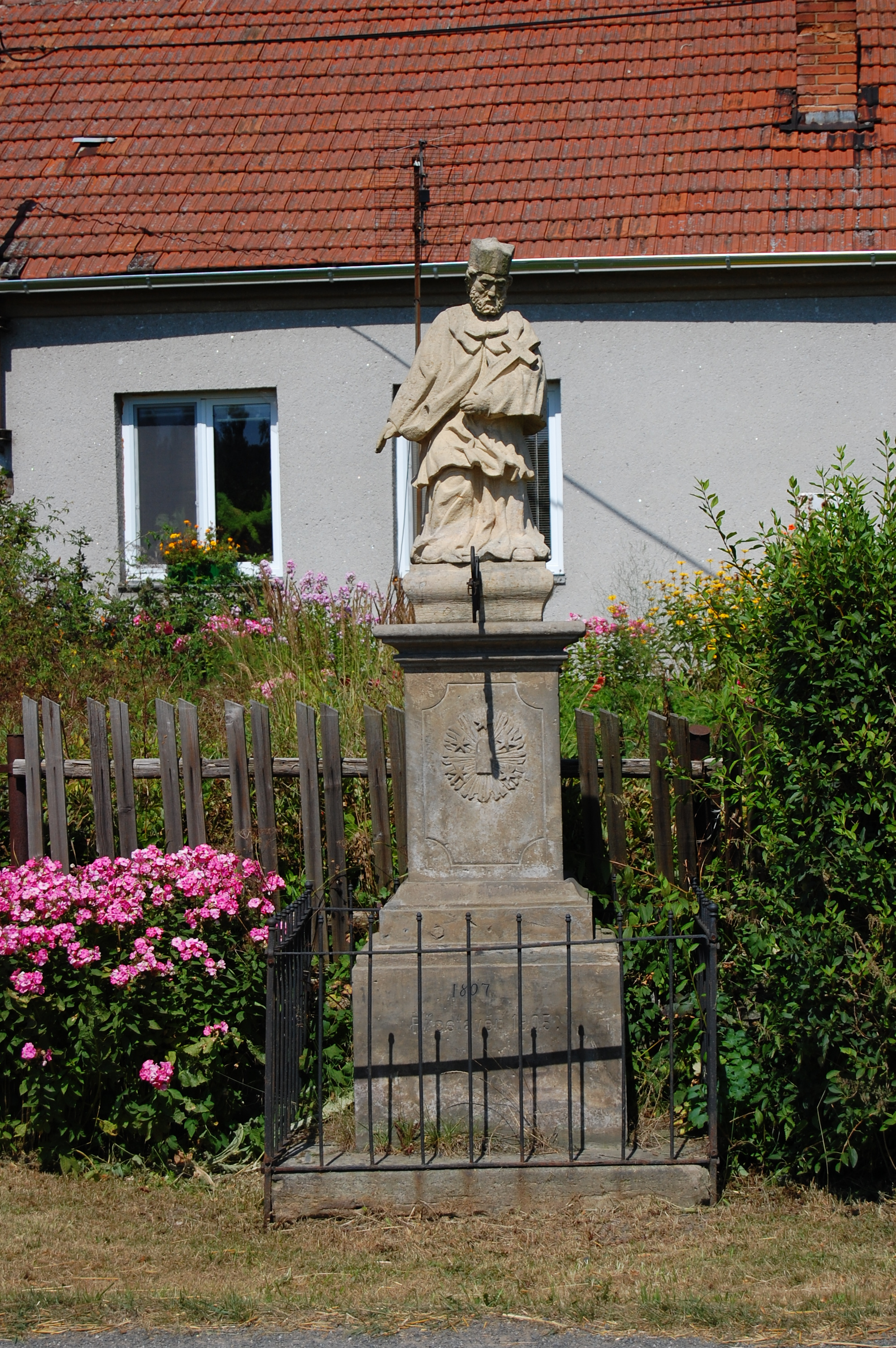
Socha na návsi
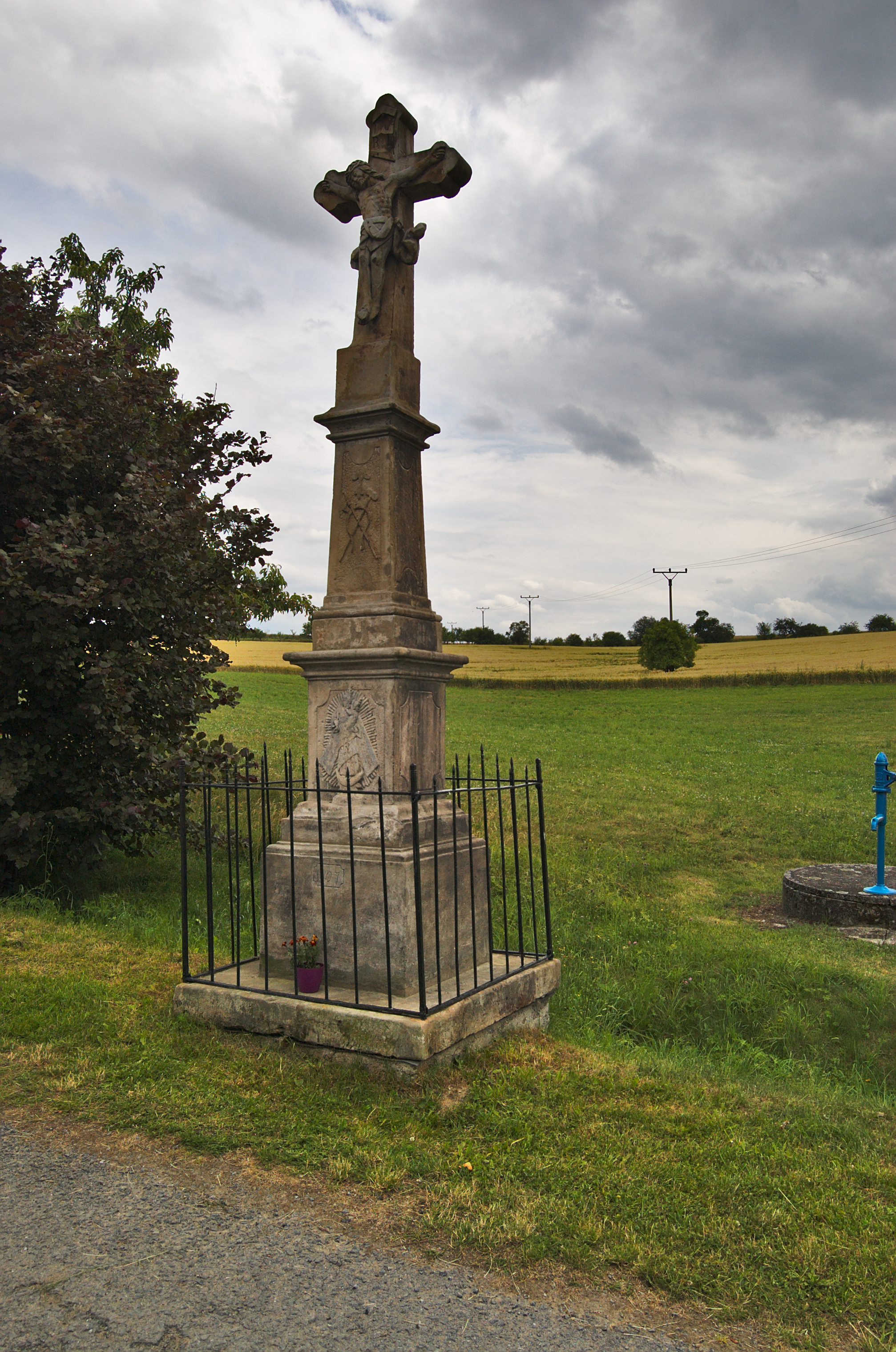
Kříž v místní části Borová
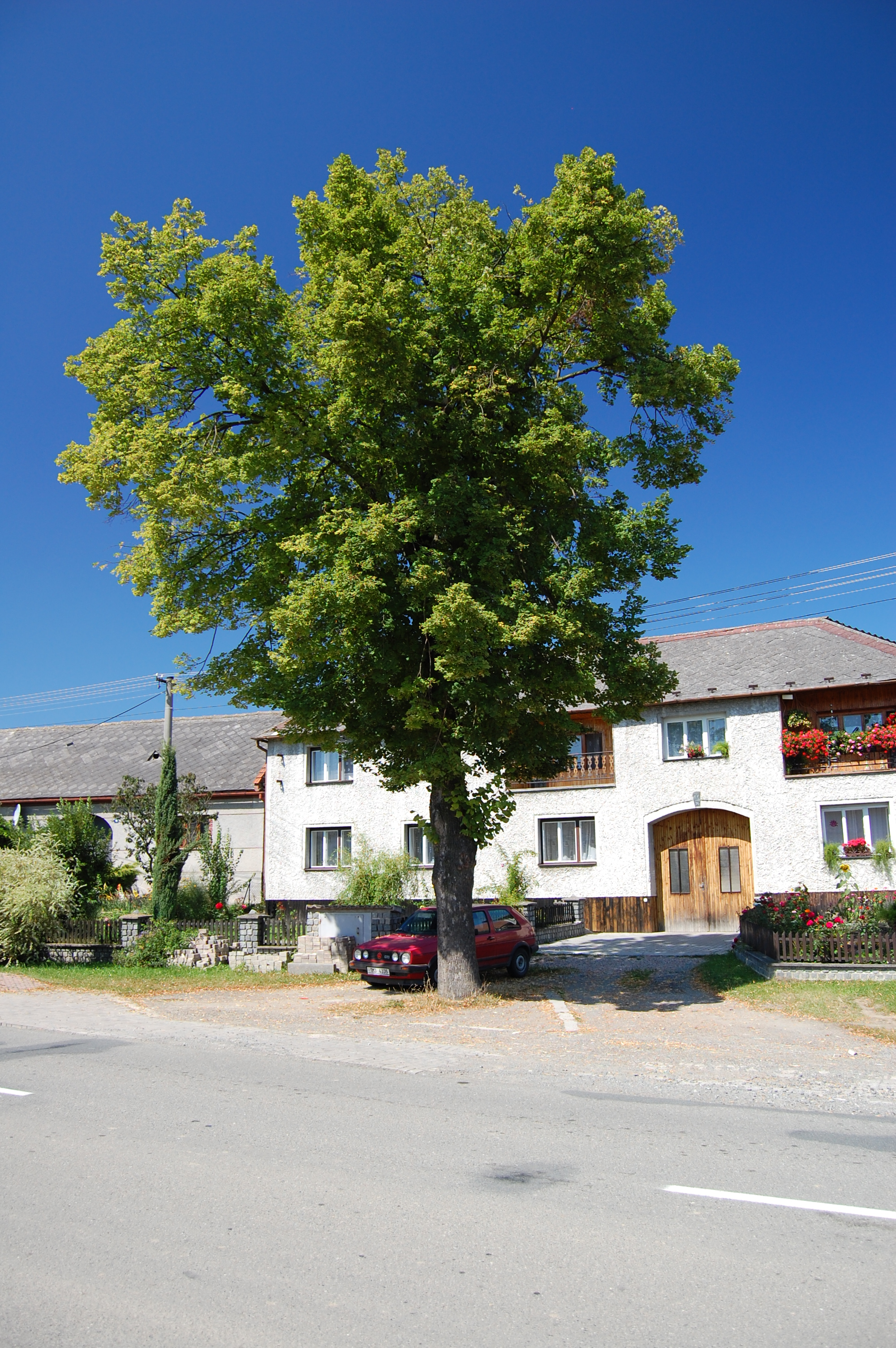
Lípa na návsi
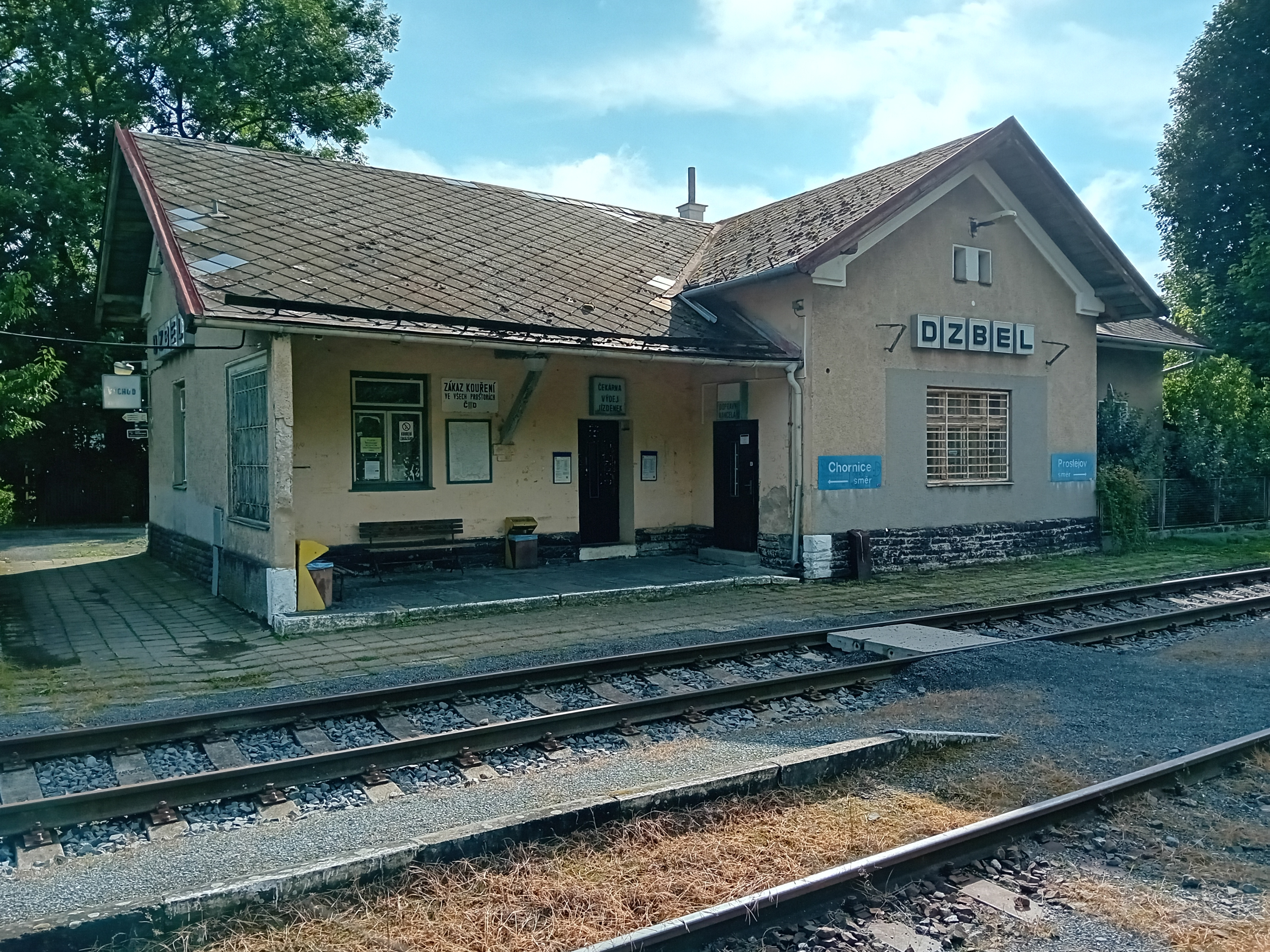
Nádraží Dzbel
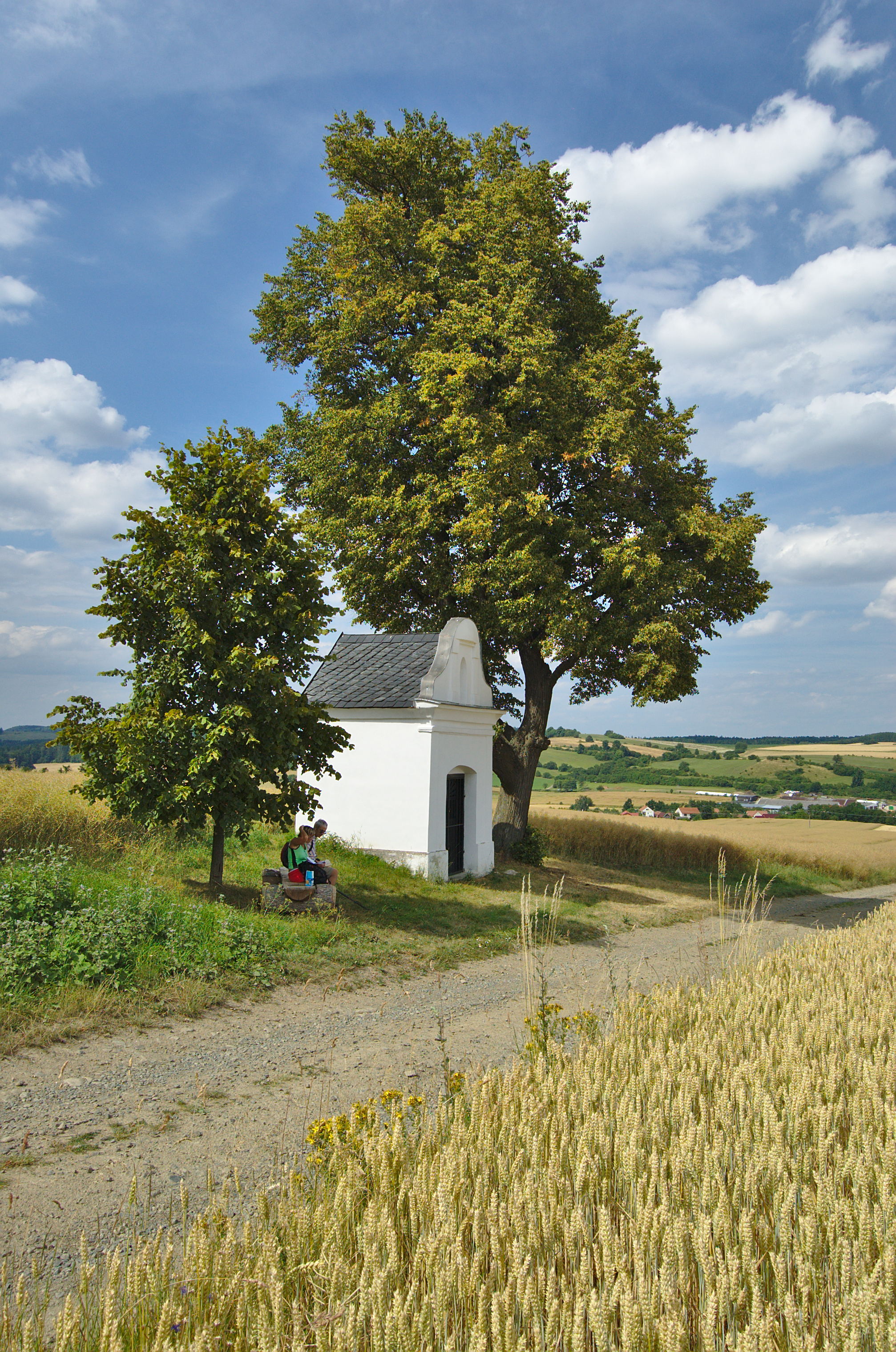
Kaplička svaté Anny
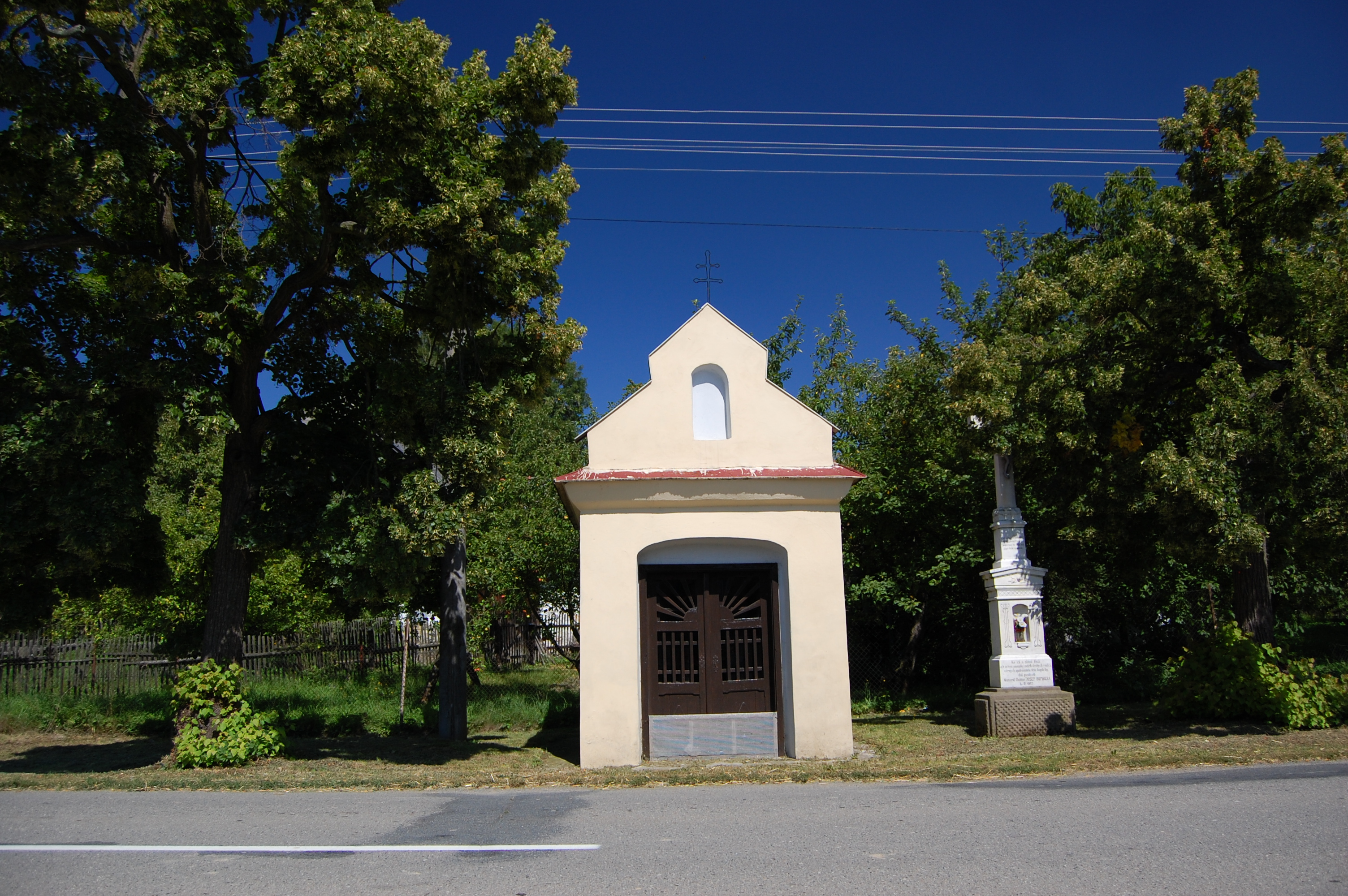
Kaplička Panny Marie
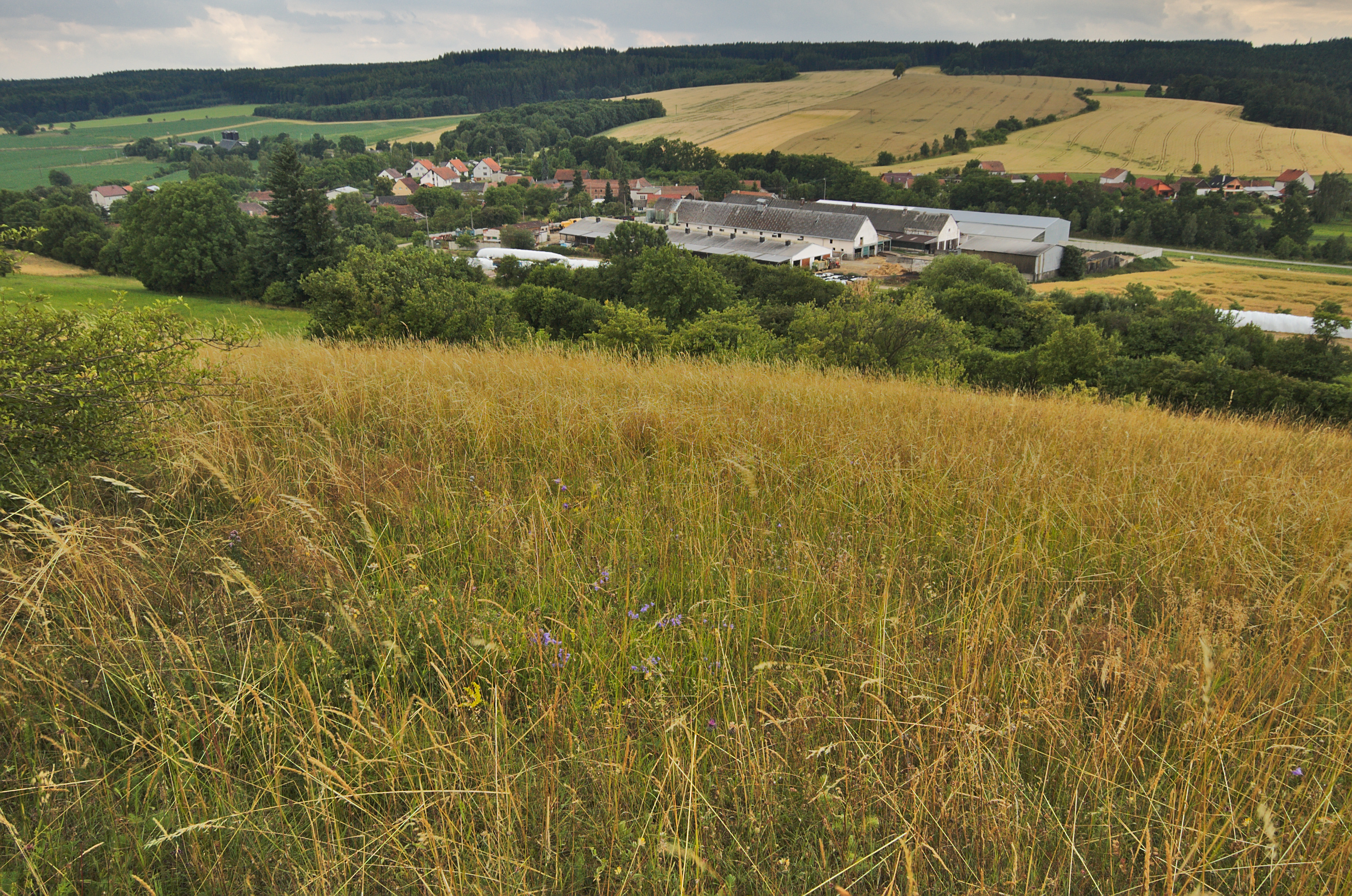
Přírodní památka Na Kozénku